# 熊本県道・鹿児島県道15号人吉水俣線
熊本県道・鹿児島県道15号人吉水俣線（くまもとけんどう・かごしまけんどう15ごう ひとよしみなまたせん）は、熊本県人吉市から鹿児島県伊佐市を経由して、熊本県水俣市に至る県道（主要地方道）である。

## 概要
熊本県人吉市相良町から鹿児島県伊佐市を経由して、熊本県水俣市葛渡に至る。

### 路線データ
- 起点：熊本県人吉市相良町（国道219号交点）
- 終点：熊本県水俣市葛渡（国道268号交点）
- 中間点（経由地）：鹿児島県伊佐市大口布計
- 陸上距離：xx.x km（熊本県分：40.4 km、鹿児島県分：xx.x km）（不通区間を除く）

## 歴史
- 1958年（昭和33年）11月1日 - 鹿児島県告示第773号により鹿児島県側の路線認定[1]。
- 1960年（昭和35年）4月1日 - 熊本県側の路線認定[2]。
- 1972年（昭和47年）8月1日 - 熊本・鹿児島両県間で整理番号を「116」へ統一。
- 1982年（昭和57年）
  - 4月1日 - 建設省（現・国土交通省)が主要地方道に指定[4]。
  - 10月1日 - 熊本・鹿児島両県が整理番号を「116」から「15」へ変更。
- 1993年（平成5年）5月11日 - 建設省から、主要県道人吉水俣線が人吉水俣線として主要地方道に再指定される[5]。
- 2024年（令和6年）2月16日 - 熊本県告示第151号により災害復旧工事として人吉市中神町大柿 - 球磨郡球磨村大字三ケ浦甲（沖鶴橋の南）の区間を追加指定[6]。

## 路線状況

### 重複区間
- 熊本県道325号遠原渡線（熊本県球磨郡球磨村大字渡乙 - 球磨郡球磨村大字三ケ浦丙）
- 熊本県道271号越小場湯浦線（熊本県水俣市久木野）

### 道路施設

#### 橋梁
- 熊本県
  - 西瀬橋（球磨川、人吉市）
  - 永野橋（永野川、人吉市）
  - 新戸越橋（鹿目川、人吉市）
  - 古里橋（久木野川、水俣市）

## 地理

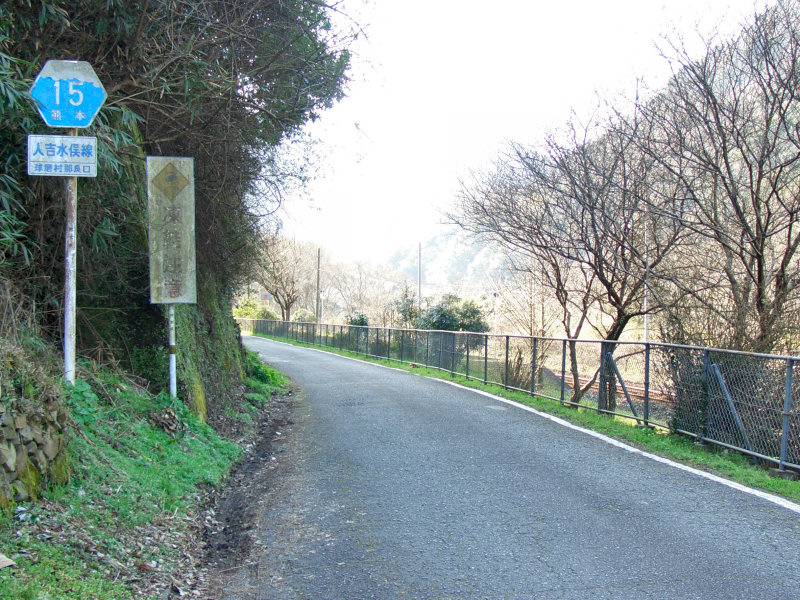
球磨郡球磨村那良付近

人吉市と球磨郡球磨村間と県境は、交通不能または未供用区間である。

### 通過する自治体
- 熊本県
  - 人吉市
  - 球磨郡球磨村
- 鹿児島県
  - 伊佐市
- 熊本県
  - 水俣市

### 交差する道路
| 交差する道路                           | 都道府県名 | 市町村名 | 市町村名 | 交差する場所 | 交差する場所     |
| -------------------------------------- | ---------- | -------- | -------- | ------------ | ---------------- |
| 国道219号                              | 熊本県     | 人吉市   | 人吉市   | 相良町       | 起点             |
| 熊本県道325号遠原渡線 重複区間起点     | 熊本県     | 球磨郡   | 球磨村   | 大字渡乙     |                  |
| 熊本県道325号遠原渡線 重複区間終点     | 熊本県     | 球磨郡   | 球磨村   | 大字三ケ浦丙 |                  |
| 熊本県道263号高沢一勝地線              | 熊本県     | 球磨郡   | 球磨村   | 大字一勝地甲 |                  |
| 熊本県道304号一勝地神瀬線              | 熊本県     | 球磨郡   | 球磨村   | 大字一勝地甲 |                  |
| 未供用区間                             |            |          |          |              |                  |
| 鹿児島県道421号布計山野線              | 鹿児島県   | 伊佐市   | 伊佐市   | 大口山野     |                  |
| 熊本県道271号越小場湯浦線 重複区間起点 | 熊本県     | 水俣市   | 水俣市   | 久木野       |                  |
| 熊本県道271号越小場湯浦線 重複区間終点 | 熊本県     | 水俣市   | 水俣市   | 久木野       | 水俣市木野交差点 |
| 国道268号                              | 熊本県     | 水俣市   | 水俣市   | 葛渡         | 終点             |

### 交差する鉄道
- 肥薩線

### 沿線
- 人吉市立西瀬小学校
- JR九州肥薩線
  - 那良口駅 - 一勝地駅
- 球磨村立球磨中学校
- 水俣市立久木野小学校
- 水俣警察署 葛渡駐在所